# Martirio di San Sebastiano
Il Martirio di San Sebastiano (o Saettatura di San Sebastiano) è un dipinto a tempera su tavola realizzata da Nicolò Semitecolo nel 1367. Oggi l'opera è conservata nel Museo Diocesano di Padova assieme ad altre sei tavole dal medesimo artista. In origine l'insieme di queste tavole dipinte appartenevano ad un'opera di maggiori dimensioni, collocata nel Duomo di Padova: il corso della storia ha portato alla sua frammentazione e la ricostruzione dell'aspetto originario dell'opera è ancora oggetto di studio da parte dei ricercatori.    

## Storia
L'opera, nel suo insieme, è l'unica firmata dall'autore e fornisce preziose informazioni quanto concerne la biografia del Semitecolo. Il complesso era formato da sei tavole, quattro di queste, tra cui anche la Saettatura, raffigurano il martirio di san Sebastiano: 
- Giudizio
- Saettatura
- Bastonatura
- Deposizione

Le due tavole rimanenti invece raffigurano la:
- Trinità
- Madonna dell'Umiltà

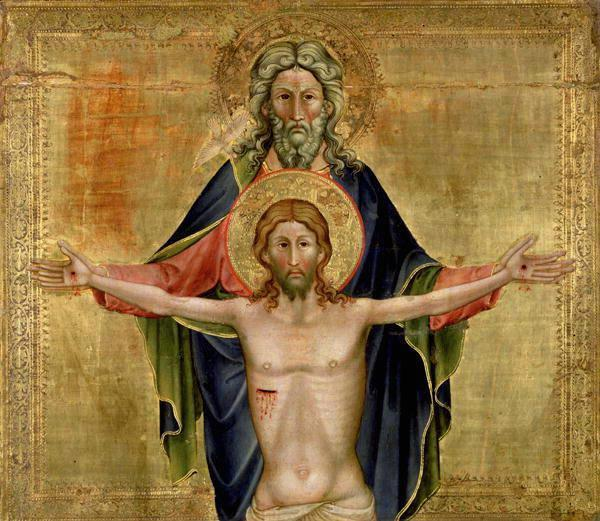
Trinità fronte

Il Giudizio, la Trinità, e la Saettatura, originariamente dovevano essere dipinte su ambo i lati, ma attualmente solo una di queste, la Saettatura, è ancora mantenuta nella sua integrità. La pittura infatti nel retro presenta un San Daniele su sfondo rosso, ribaltato rispetto all'immagine sul fronte. Attualmente però abbiamo un numero maggiore di tavole, 8 per la precisione, questo è dovuto alla frammentazione che l'opera ha subito nel corso della storia. In data ignota l'opera deve essere stata divisa in più parti, ad aiutarci a capire il periodo dello smantellamento vi è un quaderno di sagrestia del Duomo Padovano datato 1534, che riporta quella che alcuni studiosi ritengono essere l'opera d'arte in questione, il testo cita infatti una: "Pala lignea Altaris S.ti. Sebastiani" La pala quindi ancora integra doveva collocarsi nell'altare di San Sebastiano almeno sino il 1534. Attualmente l'altare non esiste più, è stato infatti demolito tra il 1550 e il 1574. 
La frammentazione delle tavole non ha portato solo alla perdita della disposizione originale dell'opera nel suo complesso ma anche alla perdita delle tavole singole. Queste infatti vengono ritrovate in tempi differenti e prima che si riesca a ricollegarle tra di loro passerà diverso tempo. La altre due tavole che presentavano un dipinto anche sul retro oggi sono segate nello spessore. Il Giudizio e Trinità quindi oggi sono divise dal il loro retro originale. Le due opere che si ritengono essere il completamento delle due tavole sovra-citate raffigurano:
- un'ulteriore immagine di San Sebastiano (attualmente entrambe le tavole sono esposte al museo Diocesano di Padova, ancora divise)[1]

- un Cristo affiancato da Maria e San Giovanni Evangelista (ora in mano a privati).[1]

I tre retri anche se attualmente molto danneggiati presentano dei raccordi fra di loro ad esempio: nell'immagine raffigurante il S. Sebastiano abbiamo una estremità del mantello molto probabilmente appartenente alla figura della madonna. La possibilità che le immagini siano da considerarsi collegate fra di loro ha portato a diversi studi riguardanti l'uso liturgico dell'opera nonché il suo assetto originario.

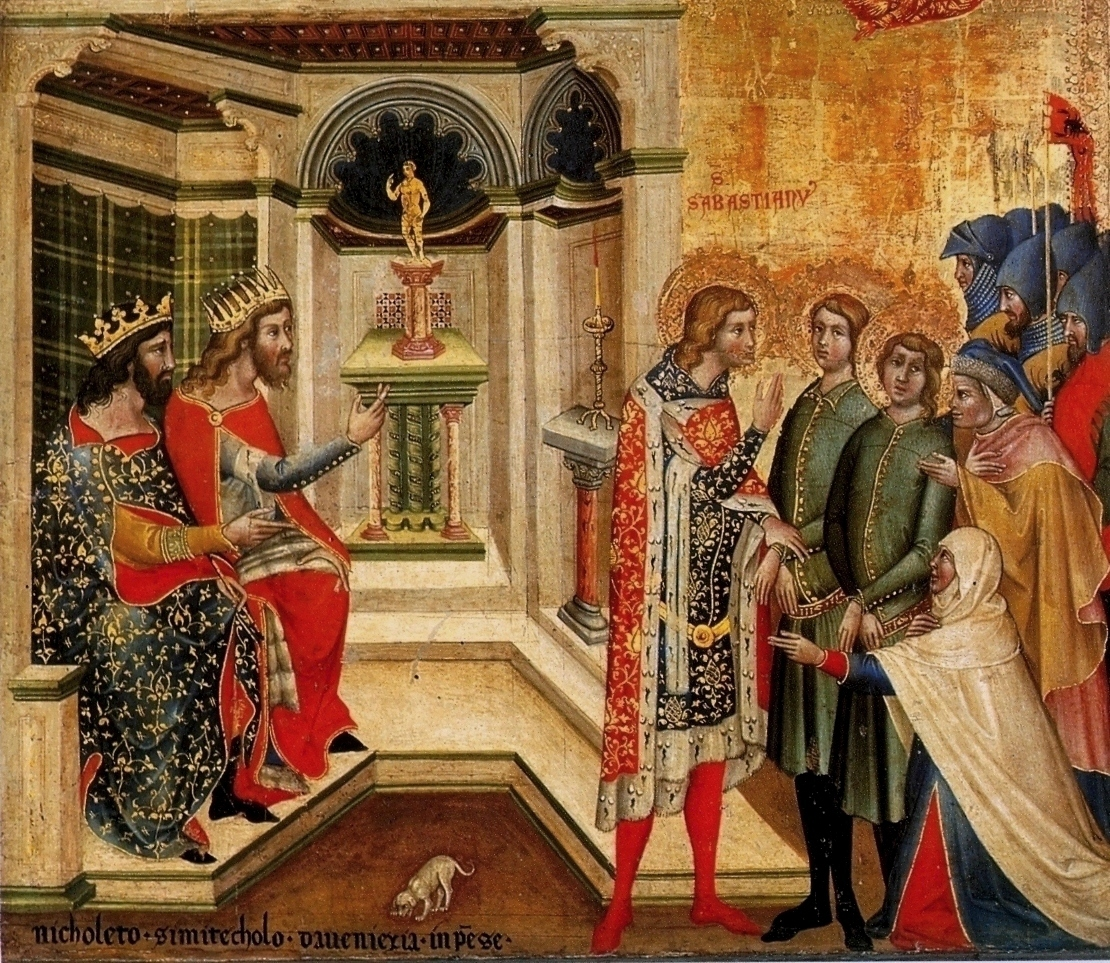
Giudizio fronte

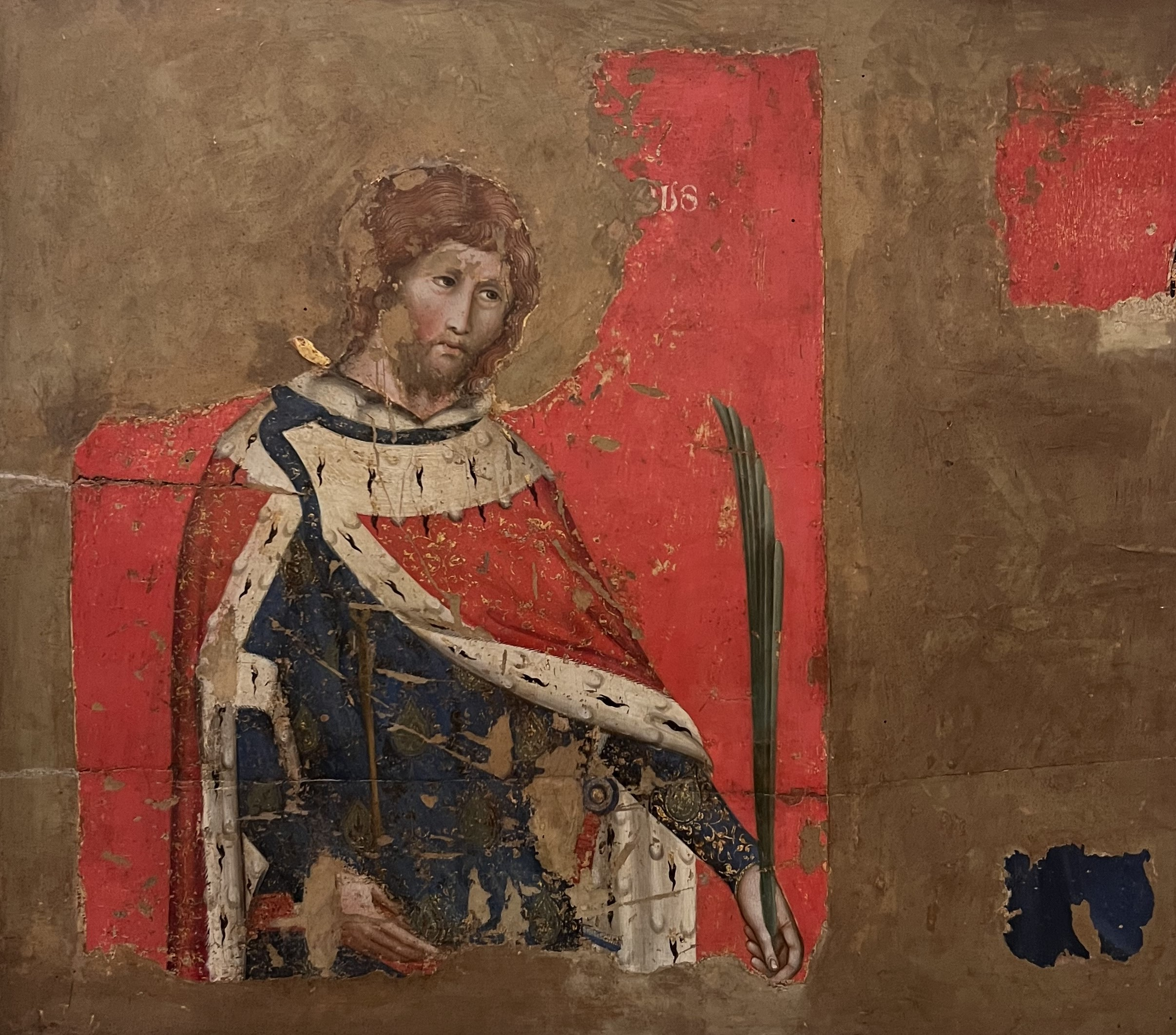
San Sebastiano retro Giudizio

Nel corso del 700 vengono citate tutte e sei le tavolette, le prime 4 rappresentanti il martirio di San Sebastiano le troviamo citate nel 1776 nel testo di Rossetti inerente Padova  mentre la Trinità e la Madonna dell'Umiltà riemergono nel 1795, citate da Pietro Brandolese in un suo scritto. Il dialogo sulla collocazione originaria delle tavole inizia nel 1927 quando riemerge uno dei retri delle tavole, il l S. Sebastiano, evidentemente separato in un tempo precedente dal Giudizio, da questa scoperta si osserva che anche un'altra delle tavolette, la Trinità, presentava uno spessore dimezzato rispetto alle altre presenti, ma nonostante queste osservazioni, non si arriverà ad un possibile insieme originale dell'opera sino al 1978, quando anche il Cristo con S. Giovanni E. e Maria viene ritrovata in Svizzera, nella mostra Art Venitien en Suisse et au Liechtenstein.

## Descrizione

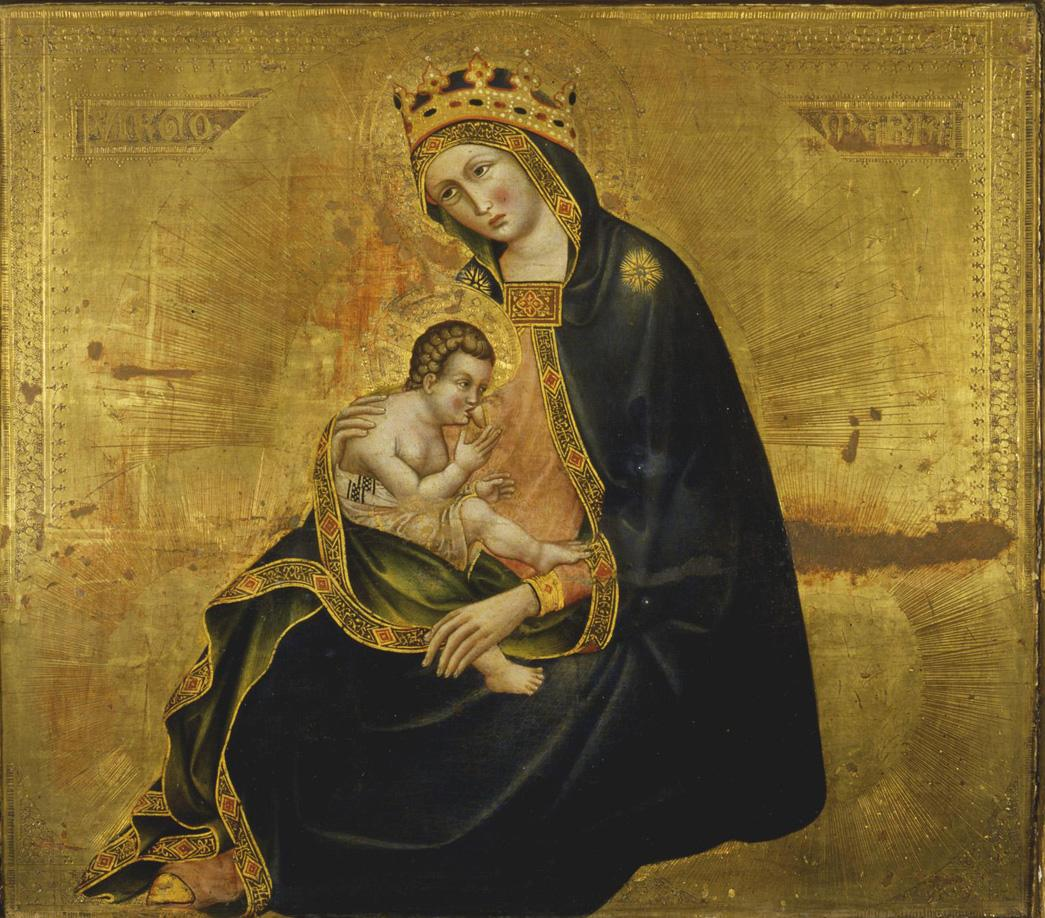
Madonna dell'Umiltà

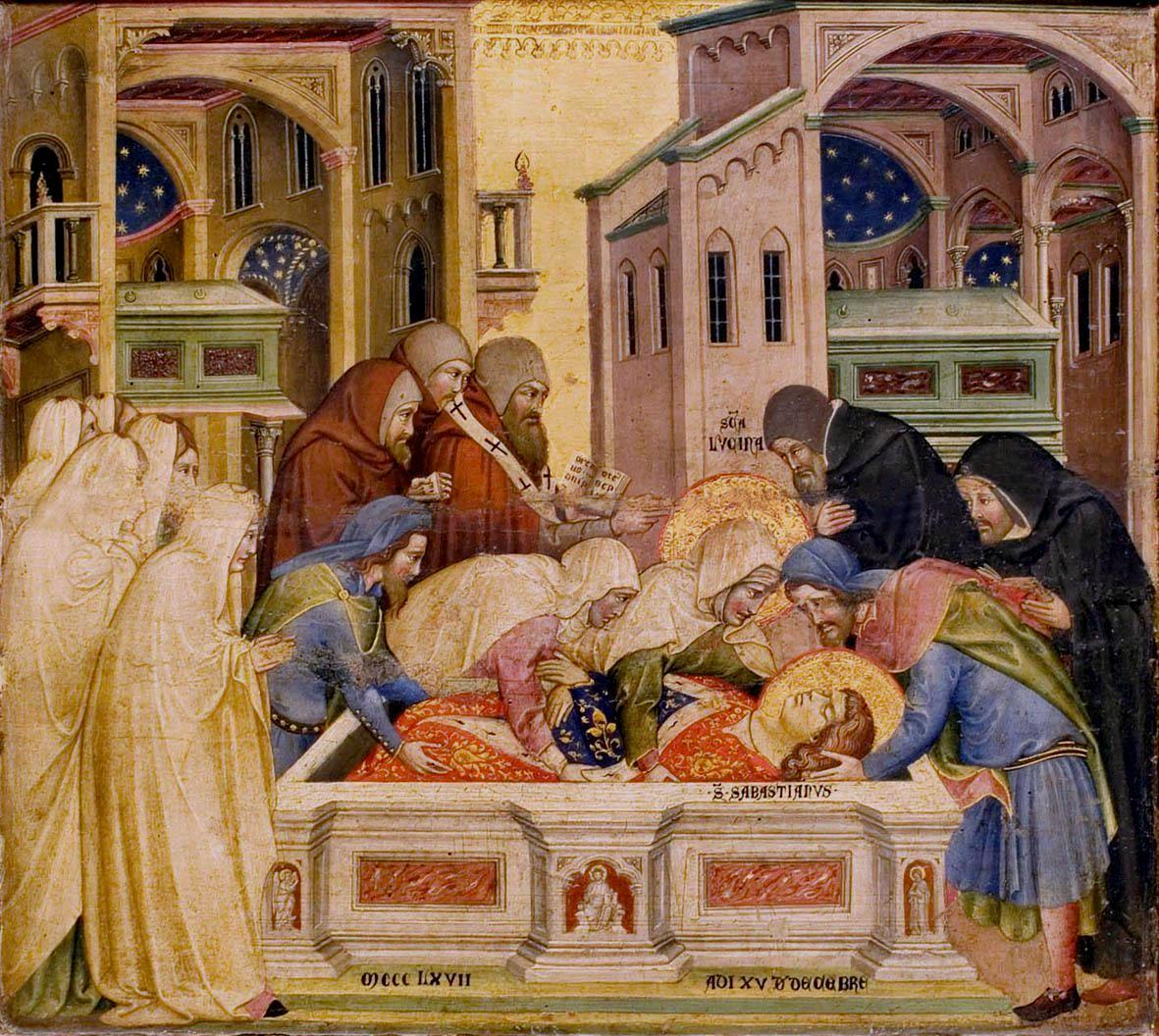
Deposizione

Le 4 tavole inerenti S. Sebastiano si concentrano sul lungo martirio e sulle sofferenze fisiche del santo, piuttosto che sui miracoli postumi. Il corpo del santo nelle diverse scene è enfatizzato, viene infatti rappresentato con una grandezza maggiore rispetto agli altri personaggi. La Trinità e la Madonna presentano i personaggi direttamente sullo sfondo oro, mentre le 4 tavole con la vita del santo oltre agli elementi  già analizzati, presentano anche delle strutture architettoniche che contestualizzano gli avvenimenti in uno spazio fisico, nonostante la innaturale presenza del fondo oro. Le rappresentazioni collocate nel retro delle tavole presentano invece uno sfondo rosso uniforme. La scelta di mantenere lo stesso colore di sfondo vuole andare a creare una correlazione tra le diverse tavole, in modo da facilitarne la lettura d'insieme.

### Iconografia

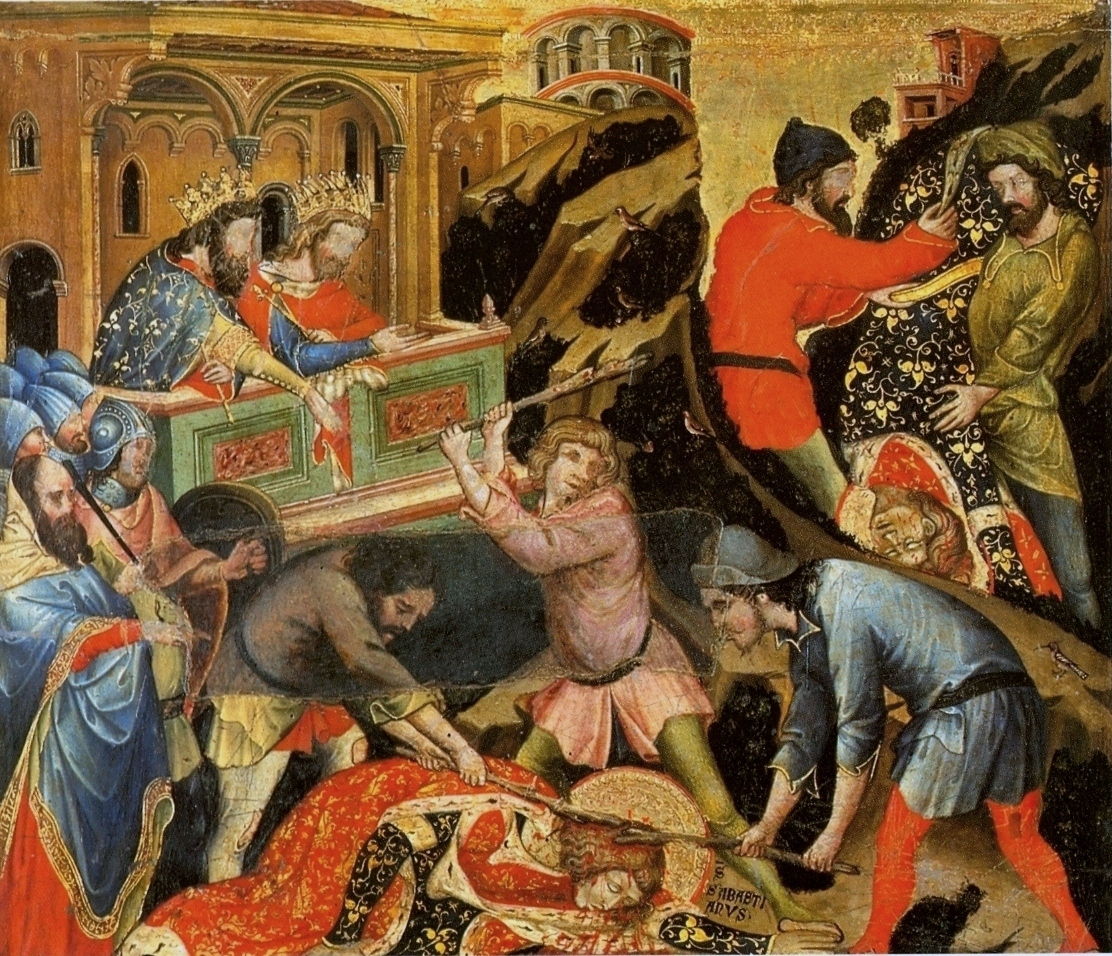
Bastonatura

Per comprendere la scelta del soggetto e le scelte iconografiche di queste tavole si deve prendere in considerazione il contesto storico della Padova del secondo ‘300. Il XIV secolo è stato caratterizzato dal passaggio fra il potere comunale e il potere signorile della famiglia Carrara, che ha causato conflitti politici con gli Stati confinanti e lotte interne alla città. A questo panorama politico molto complicato si sono sommate diverse ondate di peste che hanno colpito soprattutto la popolazione giovane che non era ancora immune alla malattia, causando circa 40.000 morti. Questo contesto spiega la scelta di San Sebastiano, protettore dalle malattie infettive, per il reliquiario. San Sebastiano è il santo protettore dalle malattie infettive dal VII secolo, quando la città di Ravenna, colpita dalla peste, ricevette dalla città di Roma una reliquia del Santo che ha protetto e salvato la città dalla malattia. Sembra inoltre che la scelta di San Sebastiano sia dovuta alla similitudine fra i segni del suo martirio e le piaghe della peste. La scelta iconografica di rappresentare il Santo sofferente dello stesso dolore del popolazione padovana permetteva di identificarsi con qualcuno che avrebbe potuto intercedere e proteggere la città in un momento così delicato. 
Non ci sono notizie certe sul committente, ma il contesto politico suggerisce che potrebbe essere la famiglia Carrarese, la famiglia signorile infatti avrebbe potuto utilizzare questa donazione sia per assicurarsi un posto in paradiso, sia come dimostrazione di ricchezza all’interno della classe dirigente padovana, sia per stringere e rinsaldare il legame di potere fra la famiglia e il potere ecclesiastico. 

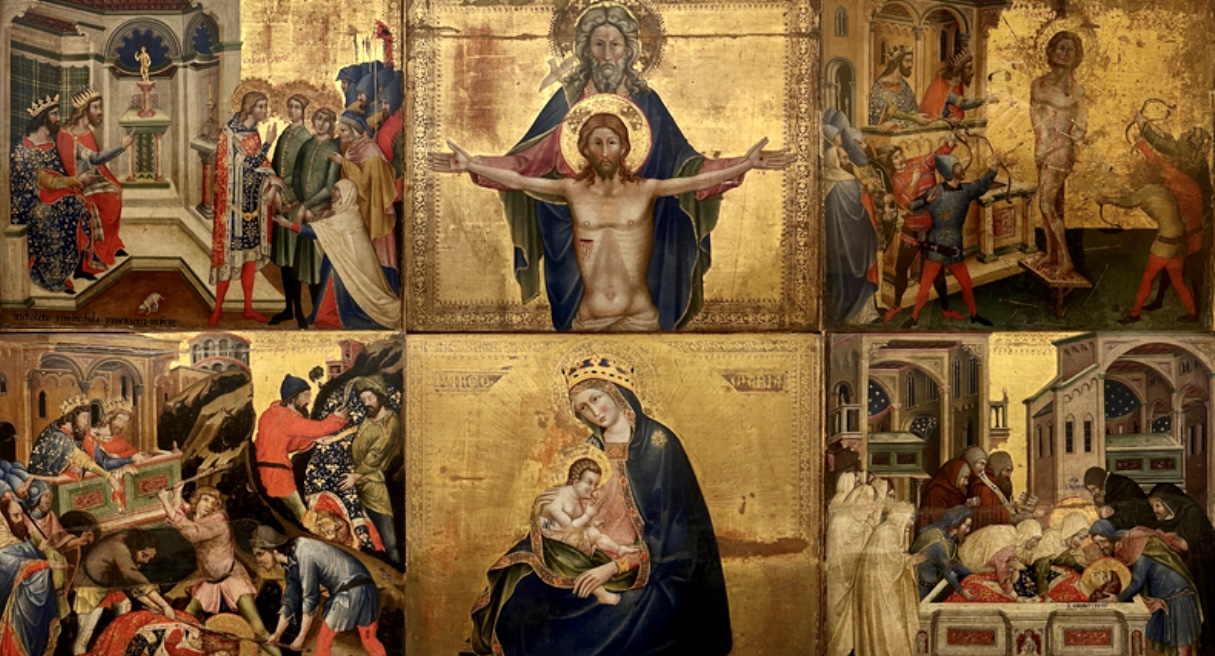
Insieme delle tavole poste sul frontale dell’altare chiuso

### Uso liturgico

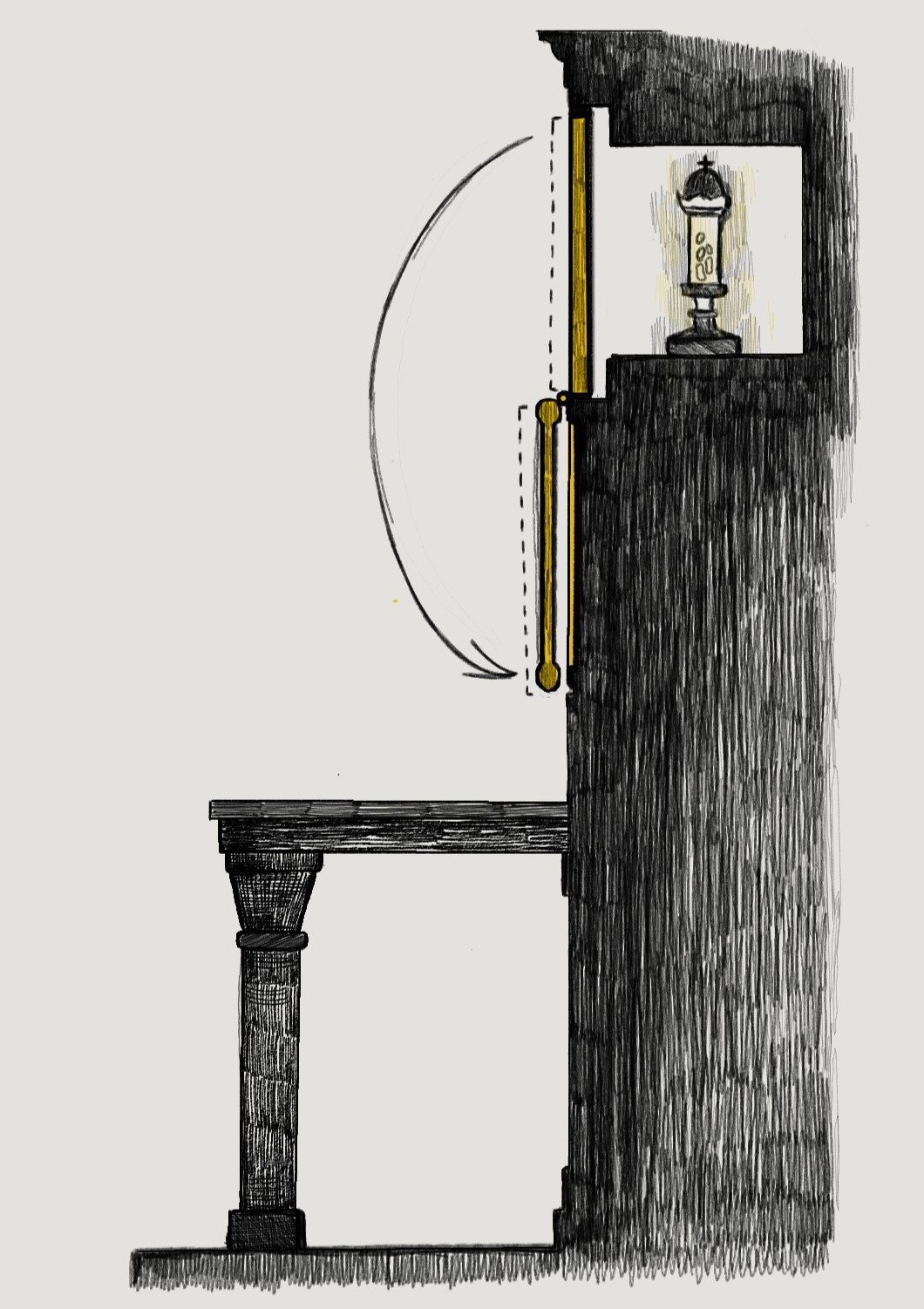
Ricostruzione meccanismo armadio porta reliquie

Il ritrovamento del 1978, permette una prima ipotesi di ricostruzione dell'opera, secondo quest'ultima le tavolette dovevano andare a decorare una caspa-reliquiarium, La ricostruzione, pur rappresentando la corretta disposizione dei dipinti, non convince tutti. La caspa, secondo questa ricostruzione si sarebbe costituita da tutte e sei le tavole. Giudizio, Trinità e Saettatura, sarebbero state poste come decorazione del coperchio dell’oggetto, mentre le rimanenti tavole: Bastonatura, Madonna dell'Umiltà e Deposizione sarebbero state collocate sul frontale della caspa. Secondo questa ricostruzione quindi i tre dipinti a sfondo rosso sarebbero stati esposti solo all'apertura dell'oggetto.
Un ulteriore studio invece, propone le diverse tavole collocate su due ordini, rispettivamente in gruppi da tre poste come frontale di una pala, le diverse tavole poste sopra delle colonnine, avrebbero funzionato come armadio porta reliquie, si è pensato infatti ad un particolare meccanismo che rendeva possibile il ribaltamento delle tre scene nell'ordine superiore, al fine di mostrare una sorta di rientranza contenente le reliquie del santo. La struttura una volta chiusa quindi esponeva tutte le tavolette a sfondo oro, mentre aperta quelle a sfondo rosso. 

### Collocazione nel Duomo
L'incertezza nell'identificare l'esatta forma dell'opera porta anche a dei dubbi sulla sua effettiva collocazione in Duomo, i posti più probabili sono la sagrestia o l’altare laterale di San Sebastiano:
- Sagrestia: la collocazione nella sacrestia sembrerebbe la più probabile, se consideriamo la funzione dell'oggetto come deposito delle reliquie, in questo caso l'opera sarebbe stata esposta solo ad un pubblico ristretto e di ceto sociale alto[2].
- Altare San Sebastiano: non è possibile tralasciare la presenza dell'esistenza di fonti che riportano l'esistenza di una pala d'altare[3], in questo caso la pala avrebbe potuto avere una doppia funzione, pala e porta reliquie, questa sarebbe stata aperta in determinate festività o ricorrenze, in cui l'esposizione delle preziose reliquie era fondamentale per la narrazione religiosa[1].